# Шоптыколь (Северо-Казахстанская область)
Шоптыколь (каз. Шөптікөл, до 199? г. — Жданово) — село в районе имени Габита Мусрепова Северо-Казахстанской области Казахстана. Административный центр Шоптыкольского сельского округа. Код КАТО — 596667100.

## География
Расположено на берегу реки Ишим.

## Население
В 1999 году численность населения села составляла 802 человека (409 мужчин и 393 женщины). По данным переписи 2009 года, в селе проживало 777 человек (406 мужчин и 371 женщина).